# Śparogi

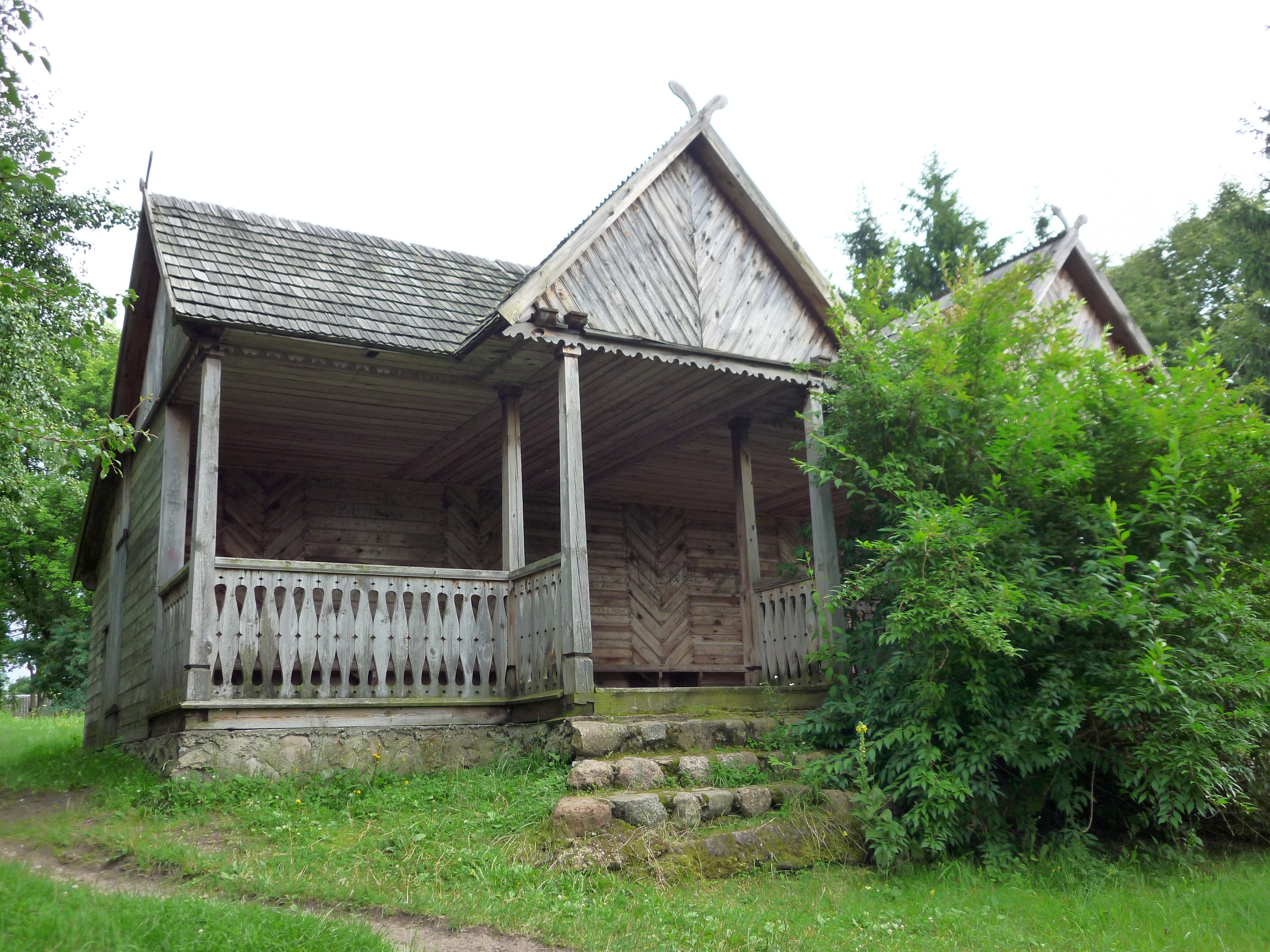
Śparogi na dachu domu w skansenie w Nowogrodzie

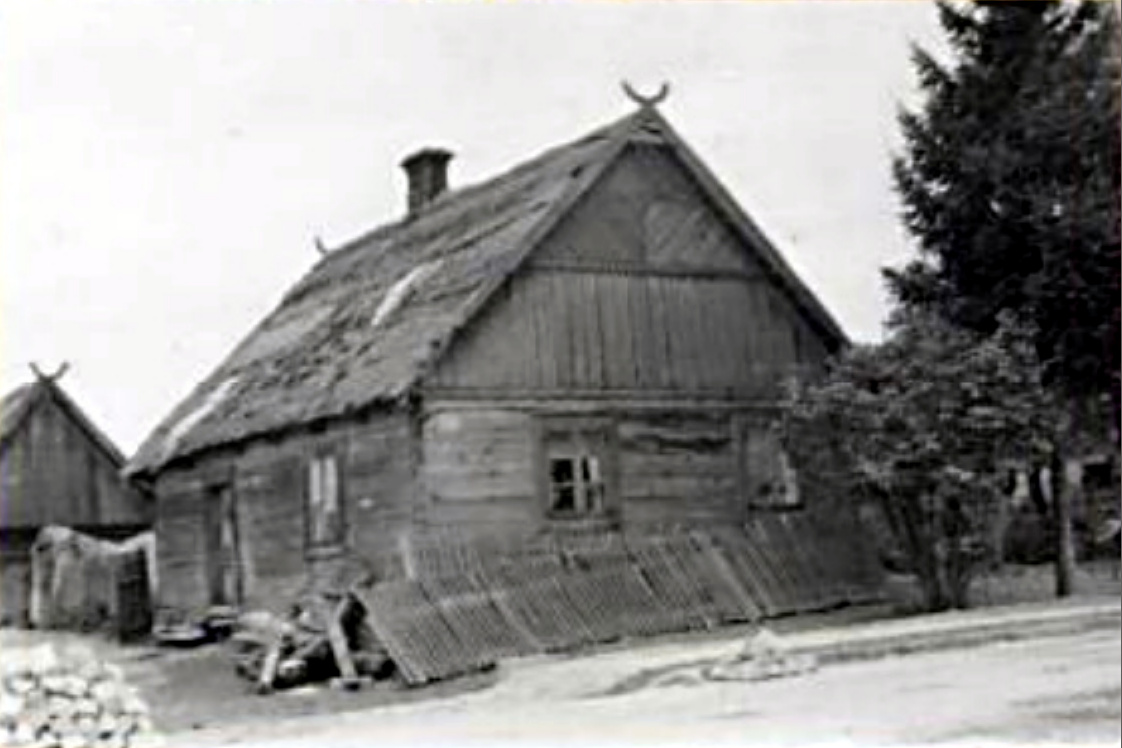
Dom zbudowany około połowy XIX wieku w Porządziu (Kurpie Białe) ozdobiony śparogami

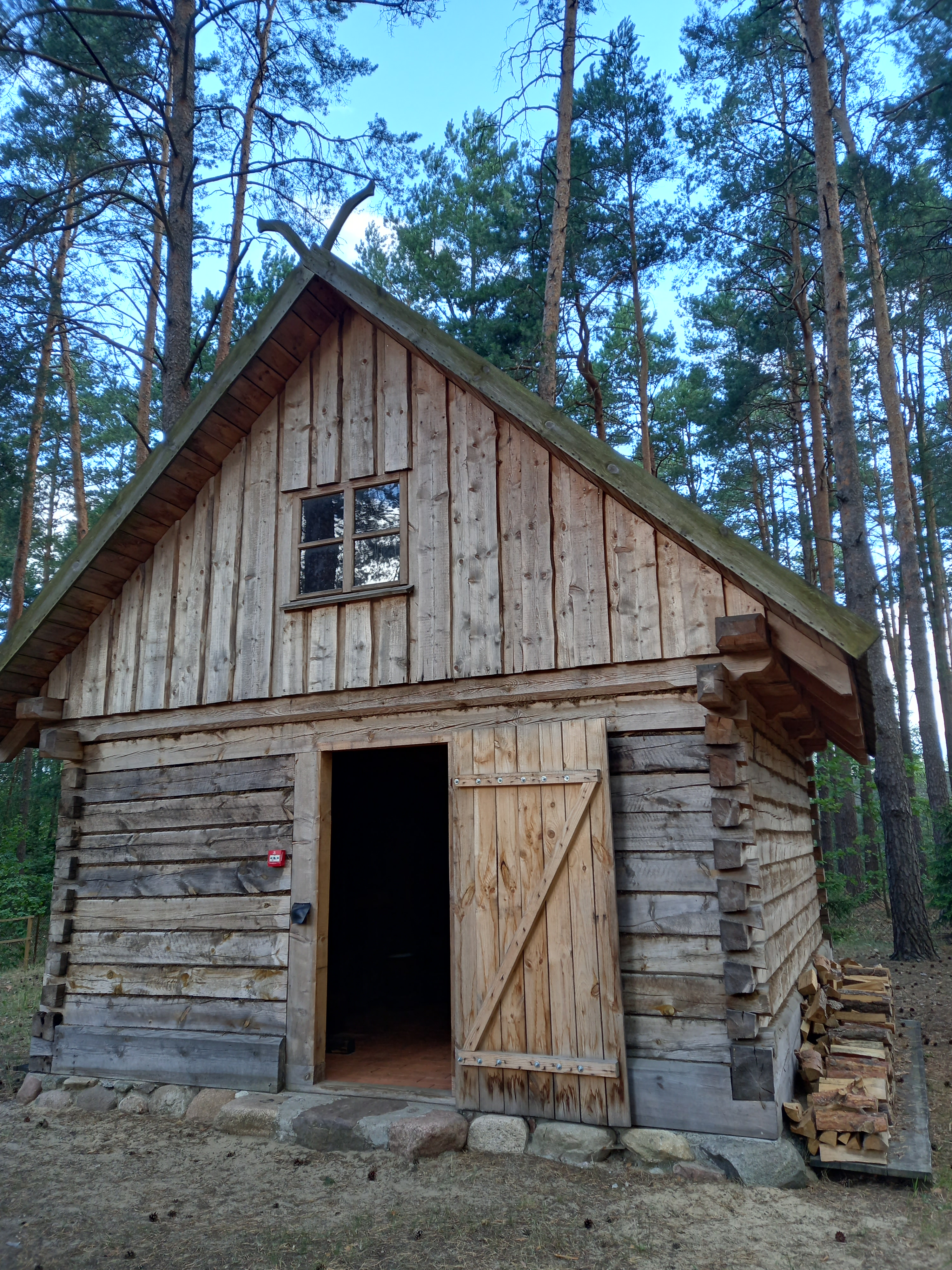
Śparogi na dachu zrekonstruowanej olejarni w Zagrodzie Kurpiowskiej w Kadzidle

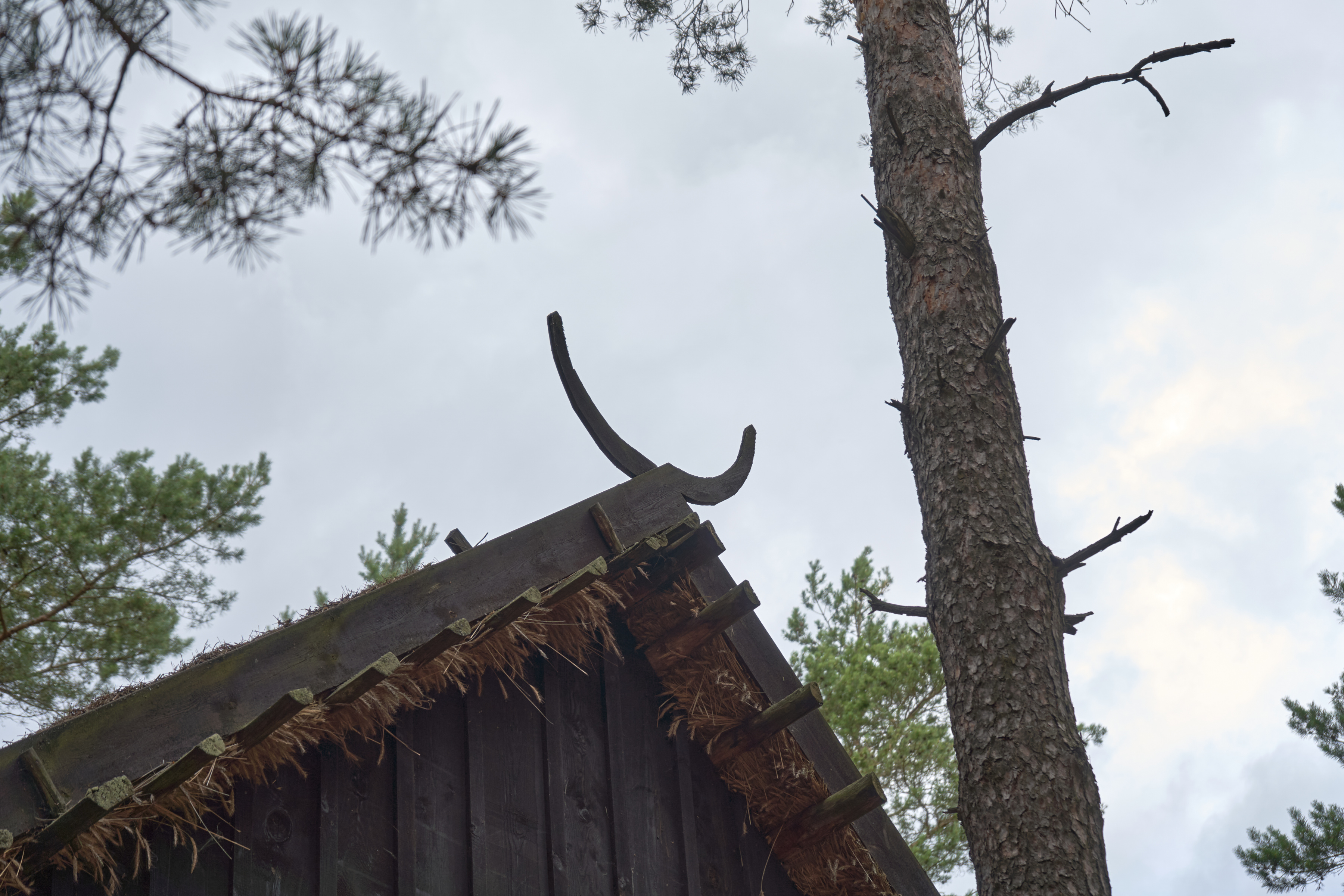
Śparogi na dachu jednej z chałup w Zagrodzie Kurpiowskiej w Kadzidle

Śparogi lub śwarogi, szparogi – ozdobne zwieńczenie szczytu dachu. Może przyjmować kształt baranich rogów, głów zwierzęcych, ptasich dziobów, toporków, także roślin. Tego typu dekorację można spotkać najczęściej w budownictwie ludowym na Podlasiu i na Kurpiach.

## Opis
Długie deski (wiatrówki, wiatrownice, narożniki, rogale) zabezpieczające przed deszczem i wiatrem poszycie dachu podtrzymywały z boku słomę na dachu. Wiatrownice wysuwano przed szczyt domu na kilka lub kilkanaście centymetrów. Wiatrownice krzyżowano, nakładając jedna na drugą i przetykając kołkiem albo ścinano pod kątem i dopasowywano. Profilowane lub ozdobnie wycięte wiatrownice zyskiwały miano śparogów. Nazywano też tak same ozdoby na szczytach chat, na zwieńczeniu wiatrownic. Śparogi, wygięte w różne kształty i zakończone tępymi gałkami lub karbowane w różny sposób na końcach krokwi, znajdują się w miejscu, gdzie kalenica dachu zbiega się ze ścianą szczytową.
Pierwotnie nazwa śparogi, zarówno na Kurpiach, jak i na Mazurach, dotyczyła wiatrownic bez względu na to, czy były zdobione. Z czasem mianem tym określać zaczęto jedynie zdobienie, a deski, które kończyły się śparogami, nazywano wiatrownicami. Niektórzy nazywali śparogami jakiekolwiek ozdoby na zwieńczeniu szczytu dachu, także pazdury.

Śparogi umieszczano na frontowych szczytach domów, spichlerzy, czasem innych budynków gospodarczych. Starano się, by każdy budynek miał inne zdobienie wiatrownic. Adam Chętnik zestawił 53 przykłady śparogów i każdy z nich jest inny. Najczęściej występowały zdobienia w kształcie rogów, półksiężyców, głów ptaków, koni, toporów. Czasami pomiędzy śparogami umieszczano wycięte z drewna lub wykonane z metalu krzyże, przyczepiano też blaszane chorągiewki. Pojawiały się inne ozdoby, np. w kształcie toczonych i profilowanych słupków podobnych czasem do przydrożnych kapliczek. Takie ozdoby (poza Kurpiami znane jako pazdury) występowały też w oderwaniu od śparogów, ale i je nazywano tym mianem, czasem tylko określając je królami. Wycinano je w płaskiej i szerokiej desce za pomocą piłki, tworząc bogate ornamenty. 

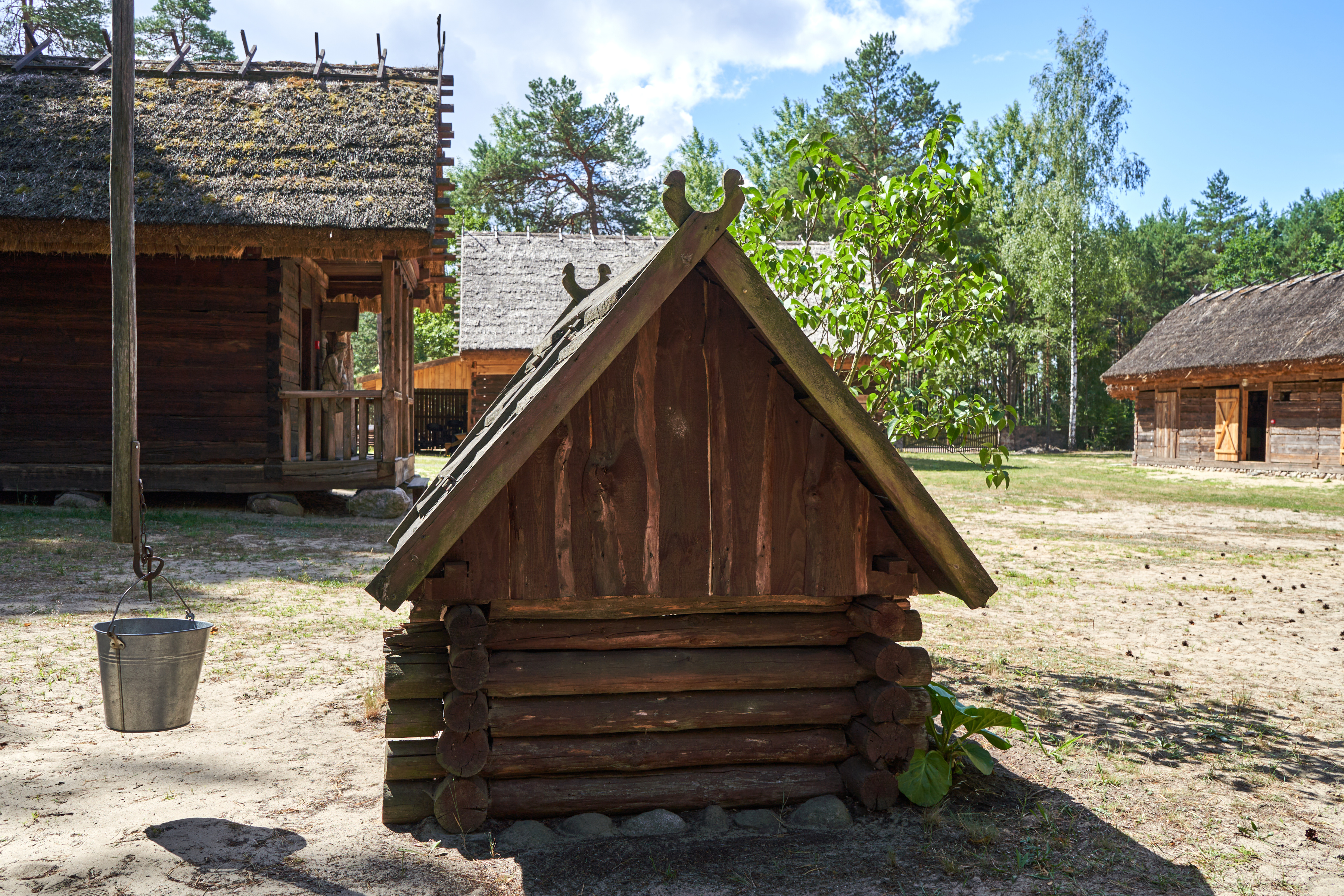
Studnia z pokryciem ozdobionym śparogami w Zagrodzie Kurpiowskiej w Kadzidle

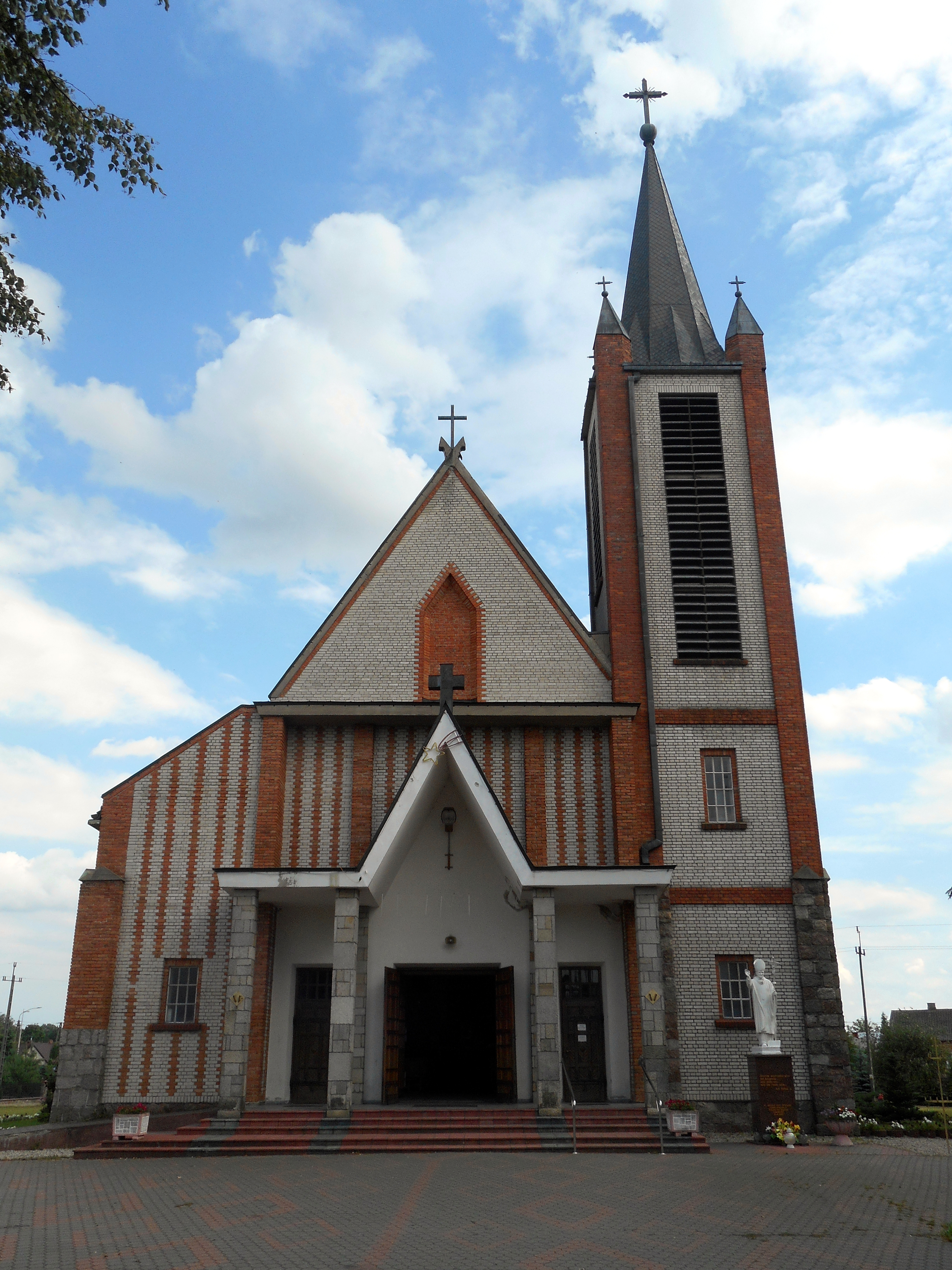
Kościół w Jednorożcu, widoczne śparogi wieńczące szczyt dachu

Przykłady zastosowania dekoracyjnego śparogów są widoczne w obiektach na terenie skansenów, m.in. w Zagrodzie Kurpiowskiej w Kadzidle i w Skansenie Kurpiowskim im. Adama Chętnika w Nowogrodzie, a także w zachowanych w XXI w. budynkach w obrębie różnych wsi i miast Kurpi Zielonych i Białych, takich jak np. Myszyniec. Śparogi występują w nowszych realizacjach, np. jako zwieńczenie szczytu dachu kościoła pw. Wniebowzięcia NMP w Jednorożcu zaprojektowanego w latach 80. XX wieku przez Stanisława Marzyńskiego.

## Galeria

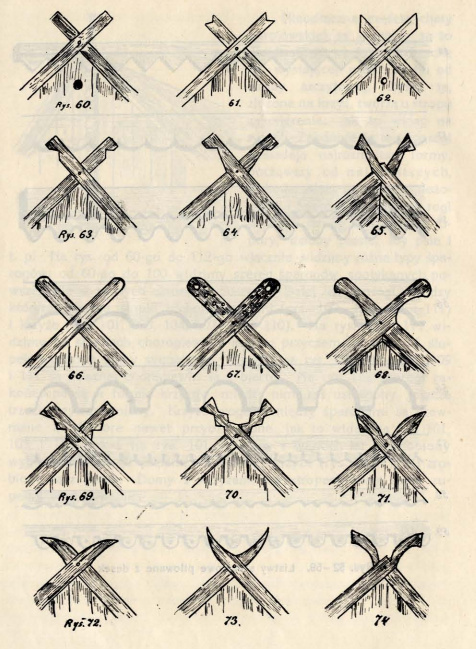
Śparogi z Kurpi Zielonych na rysunkach Adama Chętnika
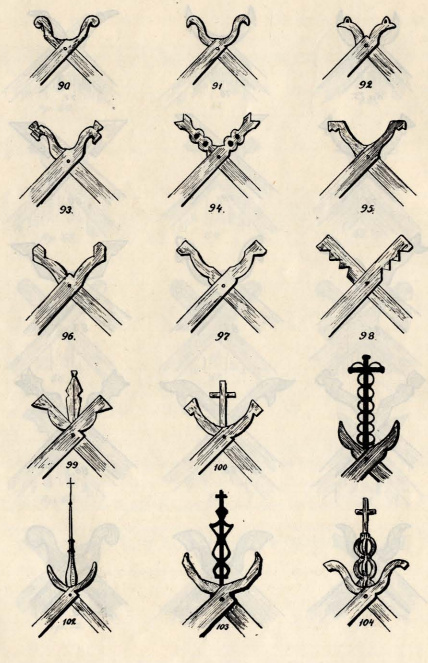
Śparogi z Kurpi Zielonych na rysunkach Adama Chętnika
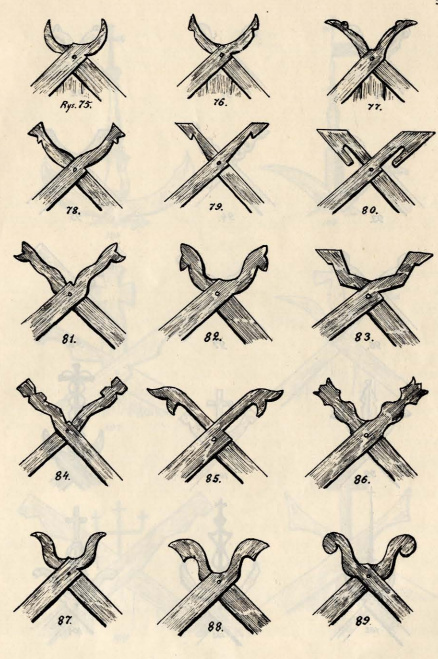
Śparogi z Kurpi Zielonych na rysunkach Adama Chętnika
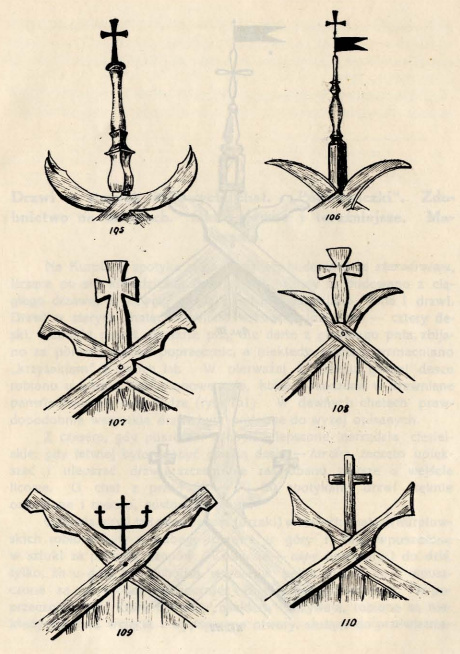
Śparogi z Kurpi Zielonych na rysunkach Adama Chętnika